# Lac de Valvestino
Le lac de Valvestino est un lac artificiel situé dans la province de Brescia, en Lombardie. Il a été formé par la construction du barrage de Ponte Cola sur le fleuve Toscolano en 1962 pour la production d'énergie hydroélectrique. Il est presque entièrement compris dans la commune de Gargnano, avec une petite partie appartenant à la municipalité de Valvestino. Il est alimenté par le torrent Droanello et le tunnel artificiel qui collecte les eaux du torrent San Michele dans la municipalité de Tremosine sul Garda. 

## Description
Le Monte Palotto (1 369 m) et le mont Fassane (1 188 m) limitent le lac au nord et le mont Pracalvis (1 164 m), le Monte Alberelli (1 166 m) et le mont Albereletti (844 m) au sud. Le lac est situé au cœur de la réserve naturelle de la Gardesana et fait partie du parc régional Alto Garda Bresciano. Le paysage est ainsi préservé. Une forêt dense abrite des animaux sauvages composés de cerfs, chevreuils et mouflons. 
Dans la vallée de Vesta, accessible uniquement à pied ou en bateau, des grottes sont présentes et jusque dans les années 50 du siècle dernier, les charbonniers du val Vestino ont exploité le bois abondant pour la production du charbon. 
Les travaux de construction du barrage de Ponte Cola ont commencé en 1959 et le barrage a été inauguré le 26 juin 1962 après trois ans de construction et le réservoir est achevé à l'hiver 1963. Le travail a été conçu et construit par la Società Elettrica Selt Valdarno ; il peut contenir 52 millions de mètres cubes d'eau et a une longueur de 283 m. Le lac est isolé et peu développé pour les touristes et peut être atteint de Gargnano ou d'Idro. 
Le lac alimente la centrale de San Giacomo située sur la commune de Gargnano. La puissance de la station de pompage est de 137 MW, la production annuelle moyenne est de 80 GWh, ce qui correspond à la consommation moyenne d’énergie d’environ 30 000 foyers. 
Lors de la première guerre du Golfe de 1990-1991, le barrage de Ponte Cola, considéré comme une cible sensible des actes terroristes, était particulièrement surveillé par l'installation de capteurs électroniques anti-intrusion. 

## Galerie

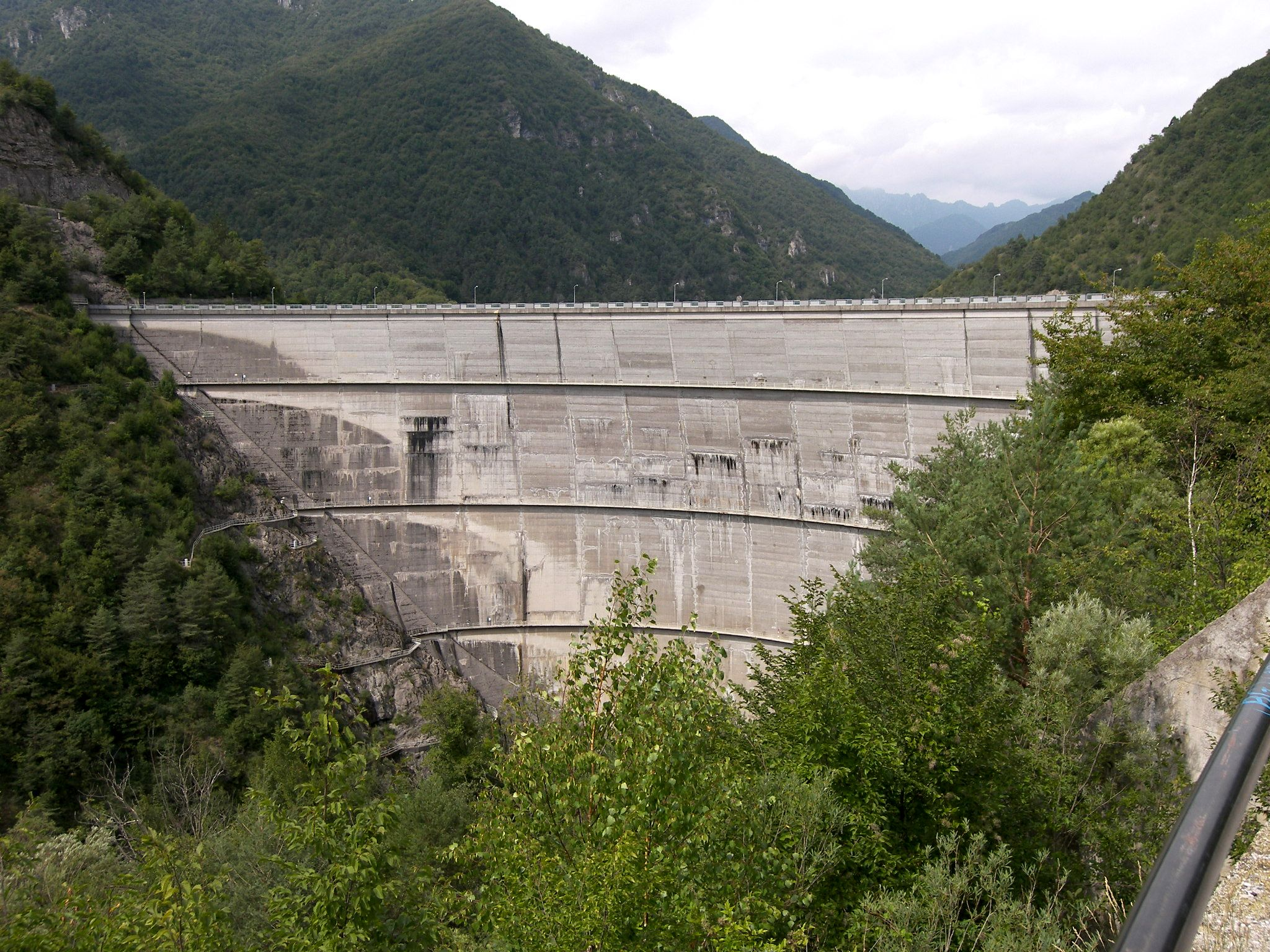
Le barrage du lac vu de l'extérieur.
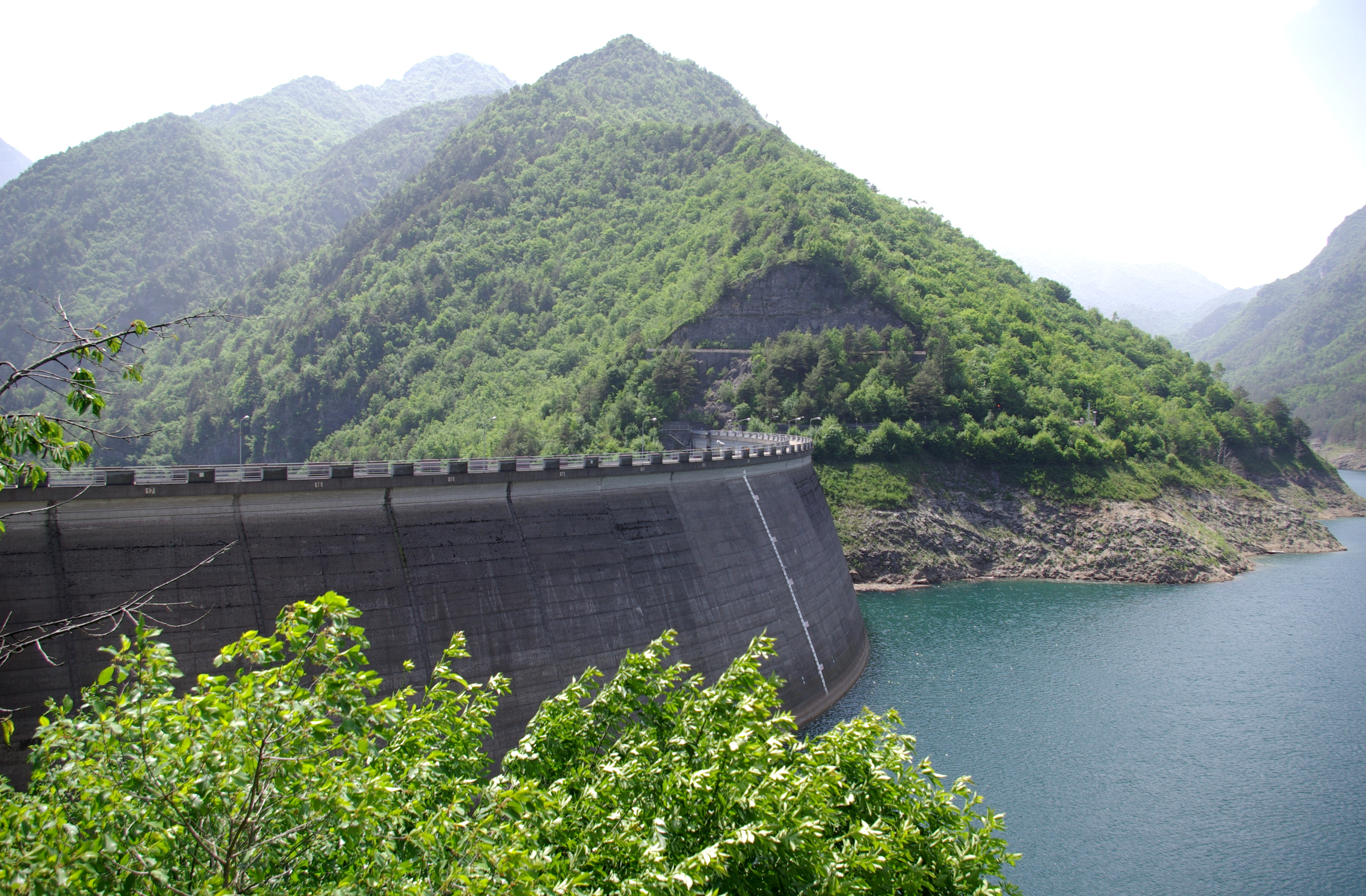
Le barrage du lac vu de l'intérieur.
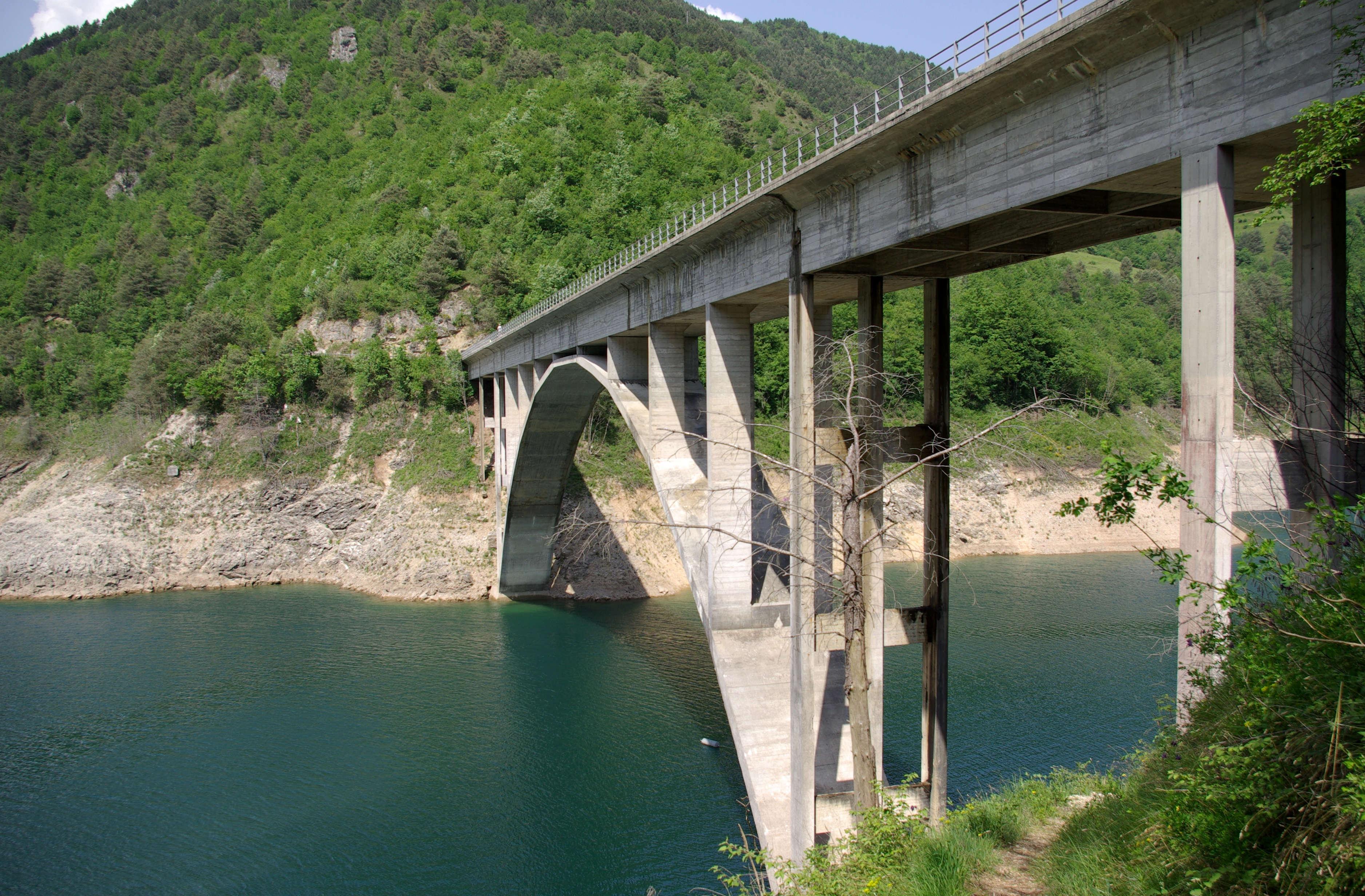
L'un des deux ponts qui surplombent le lac.